# پوددووژه
پوددووژه (به لهستانی:  Podedwórze) یک روستا در لهستان است که در گمینا پوددووژه واقع شده‌است. پوددووژه ۴۹۳ نفر جمعیت دارد.